# 슈퍼 패미컴 게임 목록
이 목록은 슈퍼 패미컴에서 이식,발매한 목록이다.

## 닌텐도

### 슈퍼 마리오 시리즈
- 슈퍼 마리오 월드
- 슈퍼 마리오 월드 2: 요시 아일랜드
- 슈퍼 마리오 컬렉션 (외수명은 슈퍼 마리오 올스타즈)
  - 슈퍼 마리오 컬렉션 + 슈퍼 마리오 월드
- 마리오 카트
- 슈퍼 마리오 RPG

### 젤다의 전설 시리즈
- 젤다의 전설 신들의 트라이포스

### 시리즈 외 다른 게임
- 테트리스 & Dr. 마리오

## 닌텐도외의 제작사

### 캡콤
- 스트리트 파이터 시리즈
  - 스트리트 파이터 2
  - 스트리트 파이터 2 대쉬
  - 슈퍼 스트리트 파이터 2
- 록맨 시리즈
  - 록맨X
  - 록맨X2
  - 록맨X3
  - 록맨X4
  - 록맨X5
  - 록맨X6
  - 록맨 사커
- 파이널 파이트 시리즈
  - 파이널 파이트
  - 파이널 파이트2
  - 파이널 파이트3

### 코나미
- 도키메키 메모리얼
- 그라디우스 3
- 파로디우스 시리즈
  - 극상 파로디우스

### 허드슨
- 봄버맨 시리즈
  - 슈퍼 봄버맨
  - 슈퍼 봄버맨2
  - 슈퍼 봄버맨3
  - 네오 봄버맨
  - 슈퍼 봄버맨4
  - 슈퍼 봄버맨5

### 스퀘어 에닉스 (스퀘어/에닉스)
- 파이널 판타지 시리즈
  - 파이널 판타지 4
  - 파이널 판타지 5
  - 파이널 판타지 6
- 천지창조

### 테크노스 제펜
- 쿠니오군의 돗지볼 전원집합

### 버진 인터랙티브 엔터테인먼트
- 드래곤: 브루스 리 스토리
- 라이온 킹

### 맥시스
- 심시티 2000

### 이메이지너
- 프리티 파이터

### 타카라/가이낙스
- 프린세스 메이커 레전드 오브 어나더 월드

### 브로드번드
- 페르시아 왕자

### KSS/소학관
- 웨딩 피치